# Morris Mott
Pour les articles homonymes, voir Mott.
Morris Mott (né le 25 mai 1946 à Creelman, Saskatchewan au Canada) est un joueur canadien de hockey sur glace.

## Carrière de joueur
Il a joué au niveau junior dans sa Saskatchewan natale, avec les Red Wings de Weyburn. De 1965 à 1970, il a joué avec l'équipe nationale canadienne. Il participa entre autres aux Jeux olympiques d'hiver en 1968 à Grenoble en France. Il y remporta une médaille de bronze. Il joua 2 saisons avec les Golden Gaels de l'Université Queen's.
Il accepta ensuite une offre de contrat avec une équipe de la Ligue nationale de hockey, soit les Golden Seals de la Californie. Il y joua 3 saisons au total. Ce fut ses seules dans la LNH. En 1975-76, il joua avec le Frölunda HC en Suède, cette équipe évoluait dans la ligue élite de Suède.
Il prit alors une pose du hockey, le temps de terminer son doctorat en histoire. Il signa par la suite avec les Jets de Winnipeg de l'Association mondiale de hockey, mais il n'y joua que 2 parties avant de se retirer.

## Statistiques
| Saison     | Équipe                               | Ligue      |     | Saison régulière | Saison régulière | Saison régulière | Saison régulière | Saison régulière |    | Séries éliminatoires | Séries éliminatoires | Séries éliminatoires | Séries éliminatoires | Séries éliminatoires |
| Saison     | Équipe                               | Ligue      | PJ  | B                | A                | Pts              | Pun              | PJ               | B  | A                    | Pts                  | Pun                  |                      |                      |
| 1963-1964  | Red Wings de Weyburn                 | SJHL       | 62  | 19               | 30               | 49               | 16               | 8                | 0  | 7                    | 7                    | 0                    |                      |                      |
| 1964-1965  | Red Wings de Weyburn                 | SJHL       | 34  | 21               | 52               | 73               | 12               | 15               | 11 | 21                   | 33                   | 10                   |                      |                      |
| 1965-1966  | équipe nationale canadienne          | Intl.      |     |                  |                  |                  |                  |                  |    |                      |                      |                      |                      |                      |
| 1966-1967  | équipe nationale canadienne          | Intl.      |     |                  |                  |                  |                  |                  |    |                      |                      |                      |                      |                      |
| 1967-1968  | Nationals de Winnipeg                | WCSHL      | 15  | 13               | 9                | 22               | 14               | -                | -  | -                    | -                    | -                    |                      |                      |
| 1968-1969  | équipe nationale canadienne          | Intl.      |     |                  |                  |                  |                  |                  |    |                      |                      |                      |                      |                      |
| 1969-1970  | équipe nationale canadienne          | Intl.      |     |                  |                  |                  |                  |                  |    |                      |                      |                      |                      |                      |
| 1970-1971  | Golden Gaels de l'Université Queen's | SIC        | 20  | 14               | 30               | 44               | 6                | -                | -  | -                    | -                    | -                    |                      |                      |
| 1971-1972  | Golden Gaels de l'Université Queen's | SIC        | 20  | 12               | 22               | 34               | 6                | -                | -  | -                    | -                    | -                    |                      |                      |
| 1972-1973  | Golden Eagles de Salt Lake           | WHL        | 6   | 8                | 5                | 13               | 0                | -                | -  | -                    | -                    | -                    |                      |                      |
| 1972-1973  | Golden Seals de la Californie        | LNH        | 70  | 6                | 7                | 13               | 8                | -                | -  | -                    | -                    | -                    |                      |                      |
| 1973-1974  | Golden Seals de la Californie        | LNH        | 77  | 9                | 17               | 26               | 33               | -                | -  | -                    | -                    | -                    |                      |                      |
| 1974-1975  | Golden Eagles de Salt Lake City      | LCH        | 11  | 6                | 2                | 8                | 12               | 11               | 2  | 7                    | 9                    | 8                    |                      |                      |
| 1974-1975  | Golden Seals de la Californie        | LNH        | 52  | 3                | 8                | 11               | 8                | -                | -  | -                    | -                    | -                    |                      |                      |
| 1975-1976  | Frölunda HC                          | Elitserien | 36  | 16               | 14               | 30               | 62               | -                | -  | -                    | -                    | -                    |                      |                      |
| 1976-1977  | Jets de Winnipeg                     | AMH        | 2   | 0                | 1                | 1                | 5                | -                | -  | -                    | -                    | -                    |                      |                      |
| Totaux AMH | Totaux AMH                           | Totaux AMH | 2   | 0                | 1                | 1                | 5                | -                | -  | -                    | -                    | -                    |                      |                      |
| Totaux LNH | Totaux LNH                           | Totaux LNH | 199 | 18               | 32               | 50               | 49               | -                | -  | -                    | -                    | -                    |                      |                      |

### Statistiques en équipe nationale
| Année | Compétition |    | PJ | B | A | Pts | Pun                |  | Résultats |
| 1966  | CM          | 7  | 3  | 0 | 3 | 0   | Médaille de bronze |  |           |
| 1967  | CM          | 7  | 4  | 1 | 5 | 4   | Médaille de bronze |  |           |
| 1968  | JO          | 7  | 5  | 1 | 6 | 2   | Médaille de bronze |  |           |
| 1969  | CM          | 10 | 2  | 2 | 4 | 4   | 4e position        |  |           |

### Transactions en carrière
- 1er octobre 1972 : signe un contrat comme agent libre avec les Golden Seals de la Californie.